# Calliandra involuta
Calliandra involuta är en ärtväxtart som beskrevs av Mackinder och Gwilym Peter Lewis. Calliandra involuta ingår i släktet Calliandra och familjen ärtväxter. Inga underarter finns listade i Catalogue of Life.